# Kenny Anderson
Pour les articles homonymes, voir Kenneth Anderson, Ken Anderson et Anderson.
Kenneth « Kenny » Anderson (né le 9 octobre 1970 dans le Queens, New York) est un ancien joueur professionnel de basket-ball de NBA évoluant au poste de meneur de jeu qui joua plus d'une décennie en National Basketball Association.

## Débuts
À l'âge de 16 ans, originaire de LeFrak City, Queens, élève du lycée Archbishop Molloy à Briarwood, il était considéré comme l'un des plus grands espoirs du basket américain. À la fin de sa carrière au lycée, il fut à trois reprises Parade All-American, une performance qui n'avait plus été accompli depuis Lew Alcindor et il était le premier joueur nommé « All-City » à quatre reprises. De plus, il fut McDonalds All-American, Gatorage High School player of the year, il fut nommé joueur de l'année de l'État de New York par l'association des journalistes sportifs et fut nommé « Mr. Basketball » par l'association des entraîneurs de New York. En dépit du fait que son entraîneur, Jack Curran, plaçait Kenny sur le banc pour le premier quart-temps de tous ses matches lors de son année « Freshman » (première année) à Molloy, Kenny a obtenu le record de points de l'État de New York au lycée, avec 2 621 points. Ce record a tenu 18 ans.

## Passage à Georgia Tech
Après un long processus de recrutement, le très convoité Anderson signa une lettre d'intention en novembre 1988 pour jouer en NCAA à Georgia Tech, choisissant les Yellow Jackets parmi de grandes équipes telles l'Université de Caroline du Nord, Duke et l'Université de Syracuse.
Devenant le meneur de jeu titulaire immédiatement, Anderson jouera deux saisons à Georgia Tech, menant son équipe au Final Four en 1990 en compagnie de Dennis Scott et Brian Oliver, formant un trio surnommé « Lethal Weapon 3» (autrement dit « l'arme fatale 3 »). Le tournoi de Georgia Tech au Final Four se termina contre le futur champion UNLV.
Avec Scott et Oliver partis à l'issue de cette saison, Anderson dut prendre en charge une jeune équipe de Georgia Tech, réalisant une moyenne de 26 points par match, mais ne pouvant assurer qu'une 8e place au tournoi NCAA, perdant au 2e tour contre les Buckeyes de l'Université de l'État de l'Ohio. Peu après, Anderson annonça qu'il ne terminerait pas ses deux dernières années et se déclara candidat à la Draft de la NBA.

## La NBA
Anderson fut choisi par les Nets du New Jersey au second rang de la draft 1991. Anderson était le plus jeune joueur de la ligue à cette époque. Il ne fut pas décisif lors de sa saison rookie en 1991-1992, réalisant des moyennes de sept points, deux rebonds et 3,2 passes décisives par match. Cependant, il explosa véritablement lors de sa deuxième saison, faisant plus que doubler sa moyenne aux points, rebonds et passes décisives. Il fournit de solides prestations lors des trois saisons et demie suivantes (bien qu'il eût tendance à se blesser souvent) avant d'être transféré aux Hornets de Charlotte en 1996.
Tout au long de sa carrière, Anderson joua pour les Hornets (dans leur première ville à Charlotte, puis lors de leur renaissance à La Nouvelle-Orléans), aux Trail Blazers de Portland, aux Celtics de Boston, aux SuperSonics de Seattle et aux Pacers de l'Indiana, ainsi qu'une saison partagée entre les Hawks d'Atlanta et les Clippers de Los Angeles.
En 1998, Portland transféra Anderson aux Raptors de Toronto contre Damon Stoudamire, mais il refusa de rejoindre les Raptors car il ne voulait pas évoluer au Canada. Suspendu pour une rencontre pour cette raison, Anderson força les Raptors à le transférer aux Celtics contre Chauncey Billups.
Anderson termina sa carrière au Žalgiris Kaunas lors de la saison 2005-2006.

## Après la NBA
Kenny Anderson fut nommé entraîneur des « Atlanta Krunk ».

## Vie privée
Anderson a divorcé de son ex-femme, une ancienne candidate de l'émission de télé-réalité The Real World: Los Angeles, Tami Akbar Anderson, elle a alors récupéré une grande partie de son patrimoine. 
Il a une fille avec Spinderella du groupe Salt-n-Pepa.